# کرک باتیست
کرک باتیست (انگلیسی: Kirk Baptiste؛ زادهٔ june ۲۰, ۱۹۶۲ (۶۲ سال)) ورزشکار دو و میدانی اهل ایالات متحده آمریکا است.
وی در مسابقات کشوری و بین‌المللی در مجموع برندهٔ ۱ مدال طلا، ۱ مدال نقره شده‌است.